# José La Riva Contreras
José La Riva Contreras (Guanare, 29 de mayo de 1923 - Guanare, 27 de agosto de 2018), fue un médico, escritor, músico y compositor venezolano. Es conocido sobre todo, por componer la canción Pasillaneando, interpretado por Antonio Heredia.

## Biografía
La Riva estudió en la Escuela de Medicina de la Universidad Católica de Valencia e hizo un postgrado en la Sorbona de París. Después de esto, volvió a Venezuela para ejercer su profesión. 
En todo caso, compaginó su carrera profesional con la poesía. Producto de esa pasión, pudo componer Pasillaneando, canción que se convirtió en todo un emblema nacional cantado por Antonio Heredia aunque fue versionado por otros artista como María Teresa Chacín. Además, escribió otras canciones como Aquí está Pedro Miguel, popularizada por el cantante Freddy Salcedo, La Cachama, Salí Toro, entre otras.
José La Riva Contreras fue además periodista, político, empresario, historiador y profesor en el Liceo Unda de Guanare.
Estuvo casado con Evelia Rodríguez, con la que tuvo cinco hijos (Yhanira, Marisela, Grisette, Federico y Evelia).